# Ng'answa
Ng'answa è un ward dello Zambia, parte della Provincia Centrale e del Distretto di Serenje.